# CloudMe
CloudMe — сервис хранения файлов, управляемый CloudMe AB, который предлагает облачное хранилище, синхронизацию файлов и клиентское программное обеспечение. Он представляет собой отдельную папку, которая появляется на всех устройствах с одинаковым содержимым, все файлы синхронизируются между устройствами. Сервис CloudMe предлагается с бизнес-моделью freemium и обеспечивает зашифрованное соединение SSL с  Extended Validation Certificate. CloudMe предоставляет клиентское программное обеспечение для Microsoft Windows, macOS, Linux, Android, iOS, Google TV, Samsung Smart TV, WD TV, Windows Storage Server для NAS и веб-браузеров.

## История
CloudMe была основана Daniel Arthursson в 2012 году и большей частью принадлежит компании Xcerion. Компания управляет собственными серверами работая из Швеции, Европейский Союз. В 2012 году компания CloudMe получила премию Red Herring Top 100 Global, AlwaysOn Global 250 award, White Bull 2012 Yearling Award и White Bull 2014 Longhorn Award.
Изначально CloudMe.com назывался iCloud.com но сервис изменил название после того, как Apple приобрела домен и торговую марку, по слухам, за $4,5 миллиона. Некоторое время посетители icloud.com  перенаправлялись на cloudme.com. После смены имени, сервис iCloud.com был разделен на две компании и службы: CloudMe для синхронизации и хранения файлов и CloudTop как вебтоп (который был главной достопримечательностью iCloud.com) и обслуживание, включая файловое хранилище. Компания Xcerion, основной владелец CloudMe и CloudTop изначально получила инвестиции в размере $12 млн для создания сервиса iCloud.
Используя модель SaaS, сервис CloudMe предоставляет бесплатную версию (от 3 ГБ хранилища до 19 ГБ с реферальной программой), часто называемую freemium, и премиум-версии с 10, 25, 100, 200, 500 ГБ хранилища для пользователей, 2 ТБ и 5 ТБ для бизнеса. Ближайший конкурент CloudMe - Dropbox.

## Интеграция
В 2012 году Novell объявила о поддержке службы CloudMe в своем пакете Dynamic File Services Suite. Novosoft Handy Backup версии 7.3 также объявила о поддержке CloudMe. WinZip также интегрирован с CloudMe. Для CloudMe доступно множество сторонних мобильных приложений и программ, многие из которых используют поддержку CloudDe для WebDAV.
Как поставщик облачных синхронизирующих хранилищ, CloudMe уделяет большое внимание европейскому рынку и отличается от других поставщиков хранилищ мобильными функциями и функциями мультимедиа, такими как поддержка Samsung Smart TV.

## Особенности
CloudMe имеет облачное хранилище и технологии для синхронизации, которые позволяет пользователям хранить, получать доступ и делиться своим контентом как друг с другом, так и с людьми которые не используют данный сервис. Обмен может осуществляться по электронной почте, SMS, Facebook и Google. Файлы могут храниться в синей папке, которая синхронизируется со всеми подключенными компьютерами и устройствами. Вебтоп  и облачная служба ОС под названием CloudTop.com использует CloudMe в качестве своей файловой системы в интернете.

## Штаб-квартира
CloudMe AB расположена в Швеции на улице Drottninggatan 23 в городе Линчёпинг.